# Wadim Wassiljewitsch Blagodarew
Wadim Wassiljewitsch Blagodarew (russisch Вадим Васильевич Благодарев; * 1843; † 1890) war ein russischer Seefahrer, Erforscher der Bismarcksee sowie Kapitän Ersten Ranges (ab 1887).

## Leben
In den Jahren 1861 bis 1865 umsegelte Blagodarew – an der Mündung des Amur Halt machend – die Welt.
Zwischen 1869 und 1877 begab sich Blagodarew zweimal von der Ostsee in den Pazifischen Ozean und zurück: als Leutnant an Bord des Klipper „Almas“ (Алмаз, dt. Diamant; 1869–1872) sowie als Kapitänleutnant an Bord der Dampfkorvette „Askold“ (Аскольд; 1872–1877).
Von 1882 bis 1885 machte er erneut eine Seereise in den Pazifischen Ozean als Kommandant der Korvette Skobelew (Скобелев). Die Offiziere der Skobelew beschrieben dabei den nordwestlichen Teil der Astrolabe Bay in der Bismarcksee, entdeckten die Alexei Bay und verschiedene kleinere Inseln; eine von ihnen wurde zu Ehren der Korvette der Name Skobelew-Insel verliehen.